# La Abadía de Rueda
La Abadía de Rueda es una localidad situada en la provincia de Burgos, comunidad autónoma de Castilla y León (España) , comarca de Merindades, partido judicial de Villarcayo, ayuntamiento de Villarcayo de Merindad de Castilla la Vieja.

## Geografía
En la vertiente mediterránea de la provincia, bañada por los ríos Trema y  Nela  a 1,2 km al norte de Villarcayo, cabeza de partido, y a 82 de Burgos. 
Integrada en la trama urbana de Villarcayo, al este se está urbanizando un sector, tiene acceso también desde la carretera local BU-V-5615, entre las localidades vecinas de Villacanes y  La Quintana de Rueda.

## Demografía
En el censo de 1950 contaba con  7 habitantes, figurando como despoblado en 2007.

## Historia
Granja con su barrio del mismo nombre, ambos en el Partido de Campo uno de los tres en que se dividía la Merindad de Castilla la Vieja  ,   adscrita al  Corregimiento de las Merindades de Castilla la Vieja, jurisdicción de señorío, perteneciente a la familia de los Rueda.
A la caída del Antiguo Régimen queda agregado al ayuntamiento constitucional   de Merindad de Castilla la Vieja , en el partido de Villarcayo perteneciente a la región de  Castilla la Vieja.
De propiedad particular, fue una abadía seglar muy importante. Consta de un palacio del s. XVII y una pequeña ermita románica del siglo XI (casi desaparecida).